# Юлиан Тувим
Ю̀лиан Ту̀вим (на полски: Julian Tuwim) (роден на 13 септември 1894 г. в Лодз, умира на 27 декември 1953 г. в Закопане) е полски поет от еврейски произход, писател, автор на водевили, скечове, либрета и текстове на песни, един от най-популярните поети на Междувоенното двадесетилетие. Съосновател на литературното кафене „Pod Picadorem“ и групата „Скамандър“. Преводач на руска, френска, немска поезия. Подписва се с различни псевдоними: Oldlen, Tuvim, Schyzio Frenik, Jan Wim, Pikador, Roch Pekiński, Owóż, Czyliżem, Atoli, Wszak.
Сеймът на Република Полша определя 2013 г. за Година на Юлиан Тувим.

## Биография
Роден е на 13 септември 1894 г. в Лодз, на ул. „Видзевска“ 44, в семейството на асимилирани евреи. През годините 1904 – 1914 учи в гимназията в Лодз. В началото не показва интерес към точните науки, особено към математиката, заради което повтаря 6-и клас.
Дебютира през 1911 г. с превод на стихове от Леополд Стаф на есперанто. През 1913 г. е същинският му поетически дебют със стихотворението Молба, което е публикувано във вестника „Kurier Warszawski“.
През 1916 г. се мести във Варшава, с идеята да следва. Учи право и полонистика във Варшавския университет (1916 – 1918), но завършва единствено по един семестър. По време на следването си започва сътрудничество със списанието Pro Arte et Studio. Той е един от основателите на групата „Скамандър“. На 30 април се жени за Стефания Мархев. По време на Полско-съветската война работи в пресслужбата на главнокомандващия Юзеф Пилсудски. На младини се вдъхновява от творчеството на Леополд Стаф. Учредител на Полското авторско общесто (Stowarzyszenie Autorów ZAiKS od Związek Autorów i Kompozytorów Scenicznych).
През 1939 г. емигрира във Франция. Заедно с Ян Лехон, Антони Слонимски, Кажимеж Вежински и Мечислав Гридзевски се срещат в парижкото кафене „Café de la Régence“. Пред лицето на френската капитулация и личната заплаха, Тувим и Лехон се отправят през Испания за Лисабон, а след това до Рио де Жанейро, където към тях се присъединява и Кажимеж Вежински. След това заедно заминават за Ню Йорк, където Тувим живее почти пет години (1942 – 1946).
Тувим и Оскар Ланге пишат за „Nowa Polska“ и „Robotnik“, а Вежински и Лехон създават „Tygodnik Polski“. От своя страна, Гридзевски заминава за Лондон, където става главен редактор на демократично-либералния седмичник „Wiadomości Polskie, Polityczne i Literackie“, а след войната „Wiadomości“, еквивалент на родния „Wiadomości Literackie“. Членовете на група Скамандър са част от първата, голяма вълна на полски поети емигранти.
През юни 1946 г. Тувим се връща в Полша и се превръща в привилегирована личност, защитавана и обожавана от тогавашната власт. През същата година семейство Тувим си осиновяват дъщеричка Ева. През 1947 – 1950 г. Тувим е художествен ръководител на театър Nowy във Варшава.
Умира на 27 декември 1953 г. в Закопане от сърдечен удар. Погребан е на Военното гробище Повонзки във Варшава. От името на властите на Полската народна република, прощална реч изнася министърът на културата и изкуството Влоджимеж Сокорски.

## Творчество
Автор на текстове за кабарета и либрета, както и автор на политически текстове. Съавтор и редактор на литературни и сатирични издания („Skamander“, „Wiadomości Literackie“, „Cyrulik Warszawski“). Превежда руска литература (А. Пушкин, В. Маяковски). Автор на популярни стихчета за деца (Lokomotywa, Ptasie radio, Pan Hilary, Słoń Trąbalski, Bambo).
Своите езикови изследвания започва още в гимназията, започвайки от изучаването на есперанто. Превежда на есперанто стихове на Леополд Стаф, Юлиуш Словацки и др. В по-късните си изследвания върху езика създава и неологизми.
Поезията на Тувим е смятана за една от най-трудноразбираемите от гледна точка на честата употреба на игра на думи. Яркостта на този език често придобива хумористичен колорит, като например в „Бал в операта“. Думите придобиват качествата на описваната действителност. Освен това, Юлиан Тувим създава и стихове, в които си служи с жаргонния и дори вулгарен език.
В началната фаза на своето творчество Тувим изразява своя бунт срещу младополската поетична форма, като проповядва оптимизъм и виталност, въвеждайки на картата на полската поезия града с неговото ежедневие. Създава новия лирически герой – жител на града, приближава поетическата творба до живата разговорна реч с нейните вулгаризми и тривиализми. В по-късните му творби се появяват и засилват елементите на горчивина, а поетът се обръща към класиците.
Сатиричното творчество на Тувим също е богато и сложно. То не е хомогенно явление, както по отношение на литературните похвати, които използва, така и по отношение на различния характер и целта, поради която са написани. Най-висок връх като сатирик Тувим достига с „Бал в операта“, където използва опита си като поет на полето на сатирата като въвежда елементи от гротеската и експресионизма.
В края на междувоенните години Тувим създава и творби за деца, където също показва своето поетично майсторство, свързва лиризма с хумора и използва различни качества на езика. По време на войната поетът работи над лиро-епическата поема „Цветята на Полша“, издадена през 1949 г.
Тувим извършва също така много преводи, главно от руски език – творби на Пушкин, Гогол, Лермонтов, Маяковски, Блок и др.
Творчеството на Тувим се радва на огромна популярност сред читатели и критици.

### Избрани произведения

#### Поеми
- Бал в операта

#### Поезия
- Закъснял Славейко
- Коте
- Локомотив
- Маестро Тралалински
- Птиче радио
- Хобо
- Чудно, странно

## Награди и отличия
- Голям кръст на Ордена на възродена Полша (1953)
- Złoty Wawrzyn Akademicki (1935)
- Орден „Знаме на труда“ I степен (1949)
- Държавна награда I степен (1952)
- Литературна награда на град Лодз (1928)
- Литературна награда на град Лодз (1949)
- Награда на полския ПЕН клуб (1935)
- Доктор хонорис кауза на Лодзкия университет (1949)